# Mauritia maculifera
Mauritia maculifera — вид черевоногих молюсків родини ципреїд (Cypraeidae).

## Поширення
Цей досить поширений вид, що трапляється в Індійському океані навколо архіпелагу Чагос та Сейшельських островів і в Тихому океані від узбережжя Південно-Східної Азії до Французької Полінезії та Гавайських островів.

## Опис
Мушлі завдовжки 30 — 54 мм, максимум 89 мм. Поверхня мушлі гладка і блискуча. Дорсальна сторона темно-коричнева з чіткими великими синюватими крапками. По краях є великі коричневі плями. Основа біла, блідо-коричнева або блідо-рожева. Діафрагма довга і вузька, з декількома зубами темно-коричневого кольору. Мантія прозора, з блакитними сенсорними сосочками.